# Marathon de Mar del Plata
Le Marathon de Mar del Plata (en espagnol: Maratón de Mar del Plata) est une épreuve de course à pied d'une distance de 42,195 km dans la ville de Mar del Plata, en Argentine. Elle a lieu généralement durant l'été dans l'hémisphère sud.
La première édition a eu lieu en 1987.

## Vainqueurs
| Année | Hommes                 | Hommes    | Hommes          | Femmes               | Femmes    | Femmes          |
| Année | Athlète                | Pays      | Temps           | Athlète              | Pays      | Temps           |
| ----- | ---------------------- | --------- | --------------- | -------------------- | --------- | --------------- |
| 2017  | Mariano Mastromarino   | Argentine | 2 h 24 min 13 s | María Peralta        | Argentine | 2 h 54 min 30 s |
| 2016  | Ulises Sanguinetti     | Argentine | 2 h 25 min 18 s | Mariel Alasia        | Argentine | 2 h 56 min 03 s |
| 2015  | Nicolás Ternavasio     | Argentine | 2 h 20 min 50 s | Karina Neipán        | Argentine | 2 h 45 min 43 s |
| 2014  | Matías Schiel          | Argentine | 2 h 26 min 51 s | Valeria Rodríguez    | Argentine | 2 h 46 min 20 s |
| 2013  | Mariano Mastromarino   | Argentine | 2 h 29 min 24 s | Andrea Graciano      | Argentine | 2 h 50 min 17 s |
| 2012  | Matías Schiel          | Argentine | 2 h 45 min 17 s | Florencia Borelli    | Argentine | 3 h 04 min 17 s |
| 2008  | Raimondo Freijoo       | Argentine | 2 h 38 min 20 s | Ennia Barrera        | Argentine | 3 h 28 min 13 s |
| 2007  | Juan José Perez        | Argentine | 2 h 52 min 48 s | Vanessa Bentacurt    | Argentine | 3 h 44 min 59 s |
| 2006  | Raúl González          | Argentine | 2 h 39 min 07 s | Laura Aspiroz        | Argentine | 3 h 18 min 00 s |
| 2005  | Sergio Palma           | Argentine | 2 h 32 min 09 s | Alejandra Calcagno   | Argentine | 3 h 16 min 22 s |
| 2004  | Manuel Méndez          | Argentine | 2 h 42 min 49 s | Andrea Virasoro      | Argentine | 3 h 24 min 13 s |
| 2003  | Manuel Méndez          | Argentine | 2 h 41 min 24 s | Soledad Virasoro     | Argentine | 3 h 35 min 53 s |
| 2002  | Claudio Burgos         | Argentine | 2 h 28 min 43 s | Leonor Crundall      | Argentine | 3 h 17 min 40 s |
| 2001  | Waldemar Cotelo        | Uruguay   | 2 h 24 min 01 s | Leonor Crundall      | Argentine | 3 h 16 min 01 s |
| 2000  | Cristian Malgioglio    | Argentine | 2 h 37 min 16 s | Roxana Preussler     | Argentine | 3 h 00 min 27 s |
| 1999  | Oscar Alarcón          | Argentine | 2 h 22 min 58 s | Roxana Preussler     | Argentine | 3 h 12 min 28 s |
| 1998  | Tranquilino Valenzuela | Argentine | 2 h 21 min 15 s | Lilia Gamboa         | Argentine | 3 h 17 min 41 s |
| 1997  | Rubén Coria            | Argentine | 2 h 26 min 47 s | María Teresa Aguerre | Argentine | 2 h 59 min 11 s |
| 1996  | Toribio Gutiérrez      | Argentine | 2 h 28 min 42 s | Lilia Gamboa         | Argentine | 3 h 10 min 35 s |
| 1995  | Carlos Daniel López    | Argentine | 2 h 32 min 29 s | Elsa Guevara         | Argentine | 3 h 13 min 02 s |
| 1994  | Daniel Pardo           | Argentine | 2 h 33 min 40 s | Epifania Carhuas     | Pérou     | 3 h 23 min 11 s |
| 1993  | Valmir de Carvalho     | Brésil    | 2 h 19 min 49 s | Nercy da Freitas     | Brésil    | 2 h 48 min 32 s |
| 1992  | Hipólito Cardozo       | Argentine | 2 h 33 min 48 s | Epifania Carhuas     | Pérou     | 3 h 09 min 01 s |
| 1991  | Carlos Edgar Barria    | Argentine | 2 h 29 min 15 s | Mirta Rodríguez      | Argentine | 3 h 28 min 12 s |
| 1990  | Carlos Edgar Barria    | Argentine | 2 h 21 min 47 s | Nélida Olivet        | Argentine | 2 h 55 min 43 s |
| 1989  | Toribio Gutiérrez      | Argentine | 2 h 19 min 41 s | Nélida Olivet        | Argentine | 2 h 54 min 50 s |
| 1988  | Rubén Aguiar           | Argentine | 2 h 23 min 54 s | Nélida Olivet        | Argentine | 3 h 11 min 34 s |
| 1987  | Toribio Gutiérrez      | Argentine | 2 h 22 min 05 s | Norma Fernández      | Argentine | 2 h 59 min 18 s |

 Record de l'épreuve